# 31 березня
31 березня — 90-й день року (91-й у високосні роки) в григоріанському календарі. До кінця року залишається 275 днів.

## Свята і пам'ятні дні

### Міжнародні
- 2012 — Година Землі, щорічна міжнародна подія започаткована Всесвітнім фондом дикої природи.
- Міжнародний день бекапу.
- Міжнародний день декольте.

### Національні
- Азербайджан: День пам'яті геноциду.
- Туркменістан: День працівників хімічної промисловості.
- Таїланд: День пам'яті короля Нангклао.
- Мальта: День Свободи.
- Мексика: День тако (Día del Taco).
- США: Національний день устриць і Національний день молюсків. День крейди Crayola.
- Україна: день пролісків.

### Релігійні

#### Християнство
Католицька церква: Свята Бальбіна Римська

 Православна церква:
- Преподобного Іпатія, єпископа Гангренського.
- Преподобного Іпатія, цілителя Києво-Печерського, в Дальніх печерах.
- Преподобного Аполонія Єгипетського.
- Сщмчч. Авди, єпископа Перського, і Веніаміна, диякона.
- Преподобного Іпатія, ігумена в Руфіянах.
- Преподобномучениці Марії Паризької.

### Іменини
✙ Православні: Іпатій, Марія.
✝  Католицькі: Кирило, Трохим

## Події

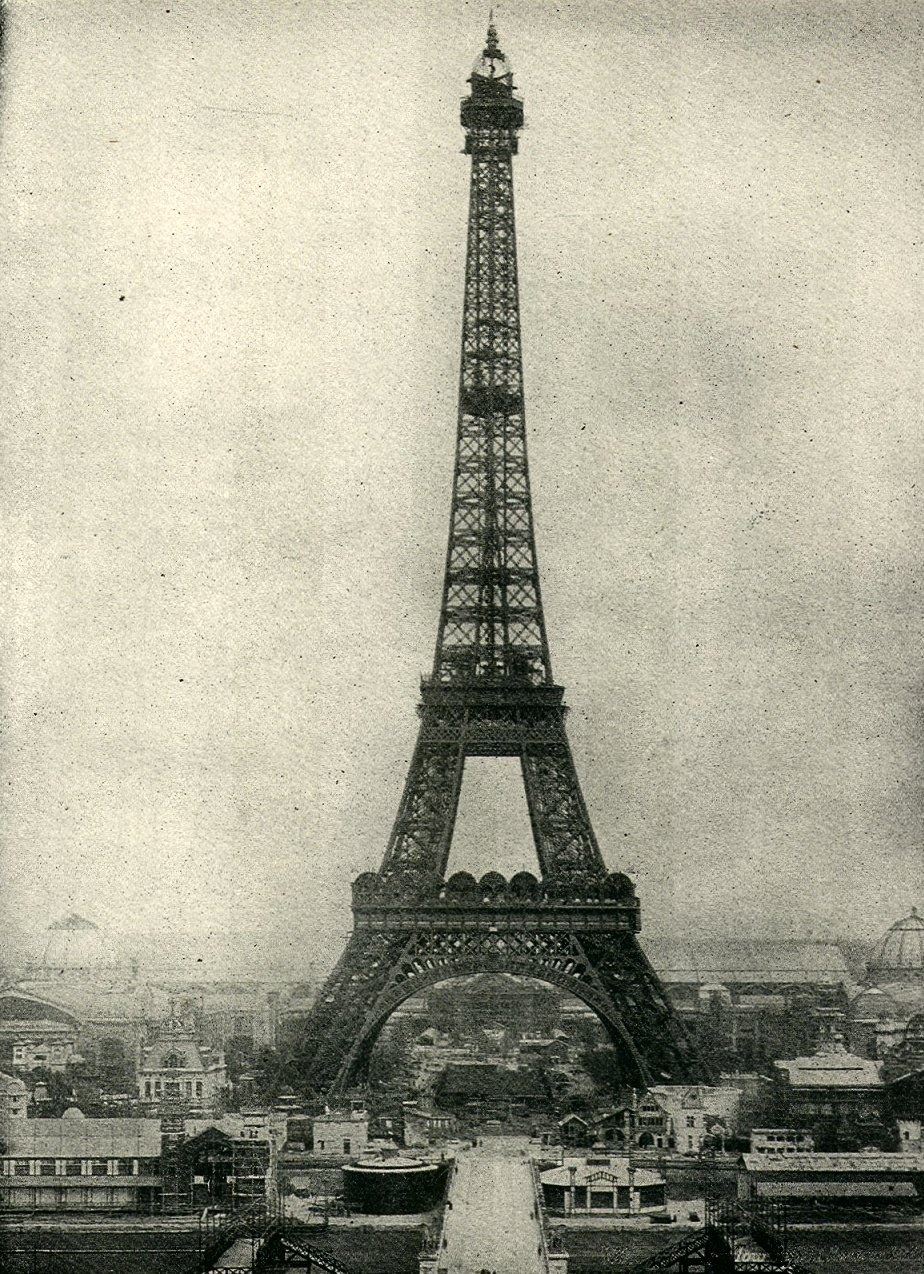
Ейфелева вежа на світлині 1890 р.

- 1284 — Єпископ Елі (Ілійський) заснував Пітерхауз — сьогодні це найстаріший і найменший коледж Кембриджського університету.
- 1492 — указом Ізабели та Фернандо наказувалося вислати всіх євреїв з Кастилії та Арагону.
- 1770 — англійський мореплавець Джеймс Кук, обстеживши Нову Зеландію і з'ясувавши, що вона — острів, покидає її і бере курс на захід — на Австралію.
- 1814 — фельдмаршали Шостої коаліції Блюхер, Шварценберг і Барклай-де-Толлі взяли Париж.
- 1821 — скасовано Португальську інквізицію.
- 1831 — Квебек (місто) і Монреаль отримують статус міст.
- 1840 — остаточне припинення Центральноамериканської федерації — об'єднання країн Центральної Америки зі столицею в Гватемалі.
- 1851 — французький астроном Леон Фуко почав експеримент зі своїм маятником у паризькому Пантеоні для демонстрації обертання Землі навколо своєї осі.
- 1854 — укладено Канаґавський договір між Японією та США. Японія скасовує курс на ізоляцію від Заходу.
- 1856 — євреям забороняється служити в російському флоті.
- 1889 — офіційне відкриття Ейфелевої вежі. Конструктор вежі Гюстав Ейфель поставив на її вершині французький прапор. Підійматися вгору тоді доводилося сходинками.
- 1893 — американець Віткомб Джадсон винайшов нову застібку, названу «блискавкою».
- 1896 — перший замок-блискавка патентується в США його винахідником, Уїткомбом Джадсоном.
- 1900 — перша реклама автомобілів з'явилася в американській загальнонаціональній газеті Saturday Evening Post. Одна філадельфійська компанія помістила його під девізом «Автомобілі, які приносять задоволення».
- 1900 — у Франції прийнятий закон, що обмежує робочий день жінок і дітей 11 годинами.
- 1901 — випускається перший автомобіль «Мерседес». Він створений Вільгельмом Майбахом для Motoren Gesellschaft Готліба Даймлера і являє собою новий стандарт автомашин з двигуном внутрішнього згорання (ДВЗ). Цей автомобіль також поклав початок династії, яка згодом стала називатися «Мерседесом» (на ім'я дочок Р. Даймлера).
- 1909 — закладено пасажирський лайнер "Титанік".
- 1917 — за договором Данська Вест-Індія перейшла у володіння США за $25 млн і стала називатися Американськими Віргінськими Островами.
- 1918 — США вперше переходять на літній час.
- 1922 — у Києві Лесь Курбас заснував театр «Березіль», що 1926 року переїхав до Харкова.
- 1923 — у Нью-Йорку пройшов перший танцювальний марафон. Переможницею стала Алма Каммінгс, що протрималася на ногах 27 годин.
- 1929 — Українська академія наук схвалила Харківський правопис української мови, а 29 травня його схвалило НТШ у Львові.
- 1936 — У Мюнхені (нацистська Німеччина) відкривається "Виставка дегенеративного мистецтва" (сюрреалізм, імпресіонізм, абстракціонізм і т. д.).
- 1940 — відкритий нью-йоркський аеропорт «Ла Гардія».
- 1949 — Ньюфаундленд стає 10-ю провінцією Канади.
- 1952 — відкрито Львівську філію Академії наук України.
- 1954 — СРСР звернувся до НАТО з ініціативою прийняти його в члени організації. Північноатлантичний альянс через деякий час відкинув цю пропозицію.
- 1955 — радянський уряд ухвалив рішення повернути НДР скарби Дрезденської галереї, вивезені до СРСР після Другої світової війни
- 1959 — тибетський буддиський лідер Далай Лама тікає з окупованного китайцями Тибету.
- 1966 — з космодрому Байконур, здійснений пуск ракети-носія «Молнія» з автоматичною міжпланетною станцією «Луна-10», котра 3 квітня 1966 року була виведена на селеноцентричну орбіту і стала першим у світі штучним супутником Місяця.
- 1967 — після рішення Франції про вихід з військової організації НАТО штаб-квартира організації була переведена з Парижа в столицю Бельгії Брюссель.
- 1973 — у хіт-параді журналу «Billboard» уперше з'явився альбом гурту «Pink Floyd» «The Dark Side of the Moon», який залишався в сотні найкращих протягом наступних 14 років.
- 1976 — «Led Zeppelin» випустили свій шостий студійний альбом Presence.
- 1988 — на турнірі чотирьох країн в Західному Берліні збірна СРСР обіграла чемпіонів світу — збірну Аргентини з рахунком 4:2.
- 1991 — на референдумі в Грузії 90 % населення проголосувало за незалежність.
- 1992 — ООН проголосувала за введення санкцій проти Лівії після її відмови видати двох підозрюваних в організації вибуху літака авіакомпанії «Пан Амерікен» в районі Локербі.
- 1993 — під час зйомок епізоду фільму «Ворон» трагічно загинув американський актор Брендон Брюс Лі, син Брюса Лі.
- 1994 — Угорщина офіційно подала заявку на вступ до Європейського Союзу.
- 1998 — пілот «Формули-1» Енді Валлас встановив світовий рекорд швидкості для серійного автомобіля — 402,6 км/год.
- 2019 — вибори президента в Україні. В другий тур виходять Володимир Зеленський та чинний на момент виборів президент Петро Порошенко
- 2020 — Верховна Рада України ухвалила закон про ринок землі[2], який скасував 20-літній мораторій на продаж землі сільськогосподарського призначення чи порушила Конституцію України та поставила під загрозу суверенітет та незалежність України. Конституційний суд України досі не розглянув питання конституційності цього Закону.

## Народились
Див. також Категорія:Народились 31 березня
- 1499 — Пій IV (справжнє ім'я Джованні Анджело де Медічі), Папа Римський (1559—1565).
- 1519 — Генріх II, французький король.
- 1596 — Рене Декарт, французький, філософ, математик, фізик, основоположник аналітичної геометрії.
- 1621 — Ендрю Марвелл, англійський поет.
- 1656 — Марен Маре, французький композитор.
- 1675 — Бенедикт XIV (справжнє ім'я Просперо Ламбертіні), Папа Римський (1740–1758.
- 1684 — Франческо Дуранте, італійський композитор, засновник Неаполітанської школи опери.
- 1685 — Йоганн Себастьян Бах, німецький композитор.
- 1693 — Джон Гаррісон, англійський учений, винахідник хронометра.
- 1729 — Анрі Луї Лекейн, французький актор, виконавець головних ролей в прем'єрах п'єс Вольтера.
- 1732 — Йозеф Гайдн, австрійський композитор, творець симфоній, квартетів, фортепіанних сонат, ораторій тощо.
- 1788 — Рама III, король Сіаму.
- 1811 — Роберт Вільгельм Бунзен, німецький хімік, що відкрив цезій і рубідій, винахідник газового пальника, член-кореспондент Петербурзької АН.
- 1824 — Вільям Моріс Гант, американський художник.
- 1835 — Джон Лафарж, американський художник.
- 1838 — Леон Дьєркс, французький поет.
- 1864 — Костянтин Пʼятницький, видавничий діяч, засновник і керівник видавництва «Знання».
- 1869 — Микола Бокаріус, український вчений, один із засновників судової медицини.
- 1872 — Артур Ґріффіт, ірландський журналіст, політичний діяч, один з засновників партії Шинн Фейн (1905), президент Ірландської Вільної держави (1922).
- 1873 — Микола Міхновський, український політичний і громадський діяч, адвокат, публіцист, перший ідеолог українського націоналізму та організатор війська.
- 1878 — Фредерік Джон Нівен, канадський письменник («Роки, що літають», «Трансплантований».
- 1882 — Корній Чуковський (Микола Васильович Корнєйчуков), радянський письменник українського походження («Мойдодир», «Тараканище», «Айболить»), літературознавець, критик, перекладач.
- 1885 — Жуль Паскін, французький художник.
- 1886 — Тадеуш Котарбінський, польський філософ.
- 1889 — Борис Герасимович, український астрофізик, жертва сталінського терору.
- 1889 — Мюріел Газель Райт, американський історик.
- 1890 — Вільям Лоренс Брегг, англійський фізик, лауреат Нобелівської премії 1915 року «за заслуги в дослідженні структури кристалів за допомогою рентгенівських променів» (спільно з своїм батьком Вільямом Генрі Бреггом).
- 1893 — Клеменс Краус, австрійський диригент.
- 1905 — Арвідас Жілінськас, литовський композитор.
- 1906 — Сінʼітіро Томонага, японський фізик, лауреат Нобелівської премії з фізики 1965 року «за фундаментальні роботи по квантовій електродинаміці, що мали глибокі наслідки для фізики елементарних частинок» (спільно з Річардом Фейнманом і Джуліусом Швінгером.
- 1914 — Леонід Вишеславський, український поет, лауреат Національної премії України імені Тараса Шевченка 1984 р.
- 1914 — Октавіо Пас, мексиканський поет, лауреат Нобелівської премії 1990 року.
- 1914 — Леонід Новиченко, український літературний критик, літературознавець.
- 1922 — Річард Кайлі, американський актор.
- 1922 — Володимир Марчак, польський письменник і поет українського походження. Автор тритомного циклу оповідань «Українець в Польщі» (пол. "Ukrainiec w Polsce").
- 1923 — Шошана Дамарі, ізраїльська співачка, акторка та художниця єменського походження.
- 1926 — Джон Фаулз (John Fowles), англійський письменник («Жінка французького лейтенанта», «Волхв»).
- 1927 — Едуардо Мартінес Сомало, католицький кардинал.
- 1928 — Фріццелл Лефті, американський кантрі-співак.
- 1930 — Хуліан Херранц Кассадо, кардинал римсько-католицької церкви.
- 1932 — Наґіса Ошіма, японський кінорежисер («Імперія відчуттів»).
- 1934 — Джон Д. Лаудермілк, американський співак і автор віршів.
- 1934 — Карло Руббіа, італійський фізик, нобелівський лауреат 1984 року «за вирішальний внесок у великий проєкт, який привів до відкриття квантів поля W- і Z-частинок, переносників слабкої взаємодії» (спільно з Симоном Ван Дер Мером).
- 1934 — Ширлі Джонс, американська акторка і співачка.
- 1934 — Річард Чемберлен, американський кіноактор («Юлій Цезар», «Божевільна жінка», «Соломонові копальні»);
- 1935 — Герб Алперт, американський музикант.
- 1936 — Мардж Пірсі, американська феміністська письменниця й активістка.
- 1939 — Інна Бурдученко, українська акторка.
- 1939 — Звіад Гамсахурдіа, письменник, учений, дисидент, перший Президент Грузії (1991—1992).
- 1939 — Петро Римар, український архітектор, член Національної спілки архітекторів України, член International Council on Monuments and Sites (ICOMOS) (Міжнародної ради з питань пам'яток і визначних місць), член Українського національного комітету ICOMOS, член Українського товариства охорони пам'яток історії та культури (УТОПІК).
- 1939 — Фолькер Шлендорф, німецький кінорежисер, володар «Оскара» («Жерстяний барабан», «Мандрівник»).
- 1941 — Альфред Пауль Шмідт, австрійський письменник.
- 1943 — Крістофер Вокен (справжнє ім'я Рональд Вокен), американський актор («Мертва зона», «Кримінальне чтиво»).
- 1944 — Мік Ралфс, англійська рок-музикант, гітарист (Moot the Hoople, Bad Company).
- 1944 — Ангус Кінг, губернатор штату Мен (з 1994).
- 1944 — Род Аллен, англійський гітарист і співак.
- 1946 — Аллан Никол, американський музикант.
- 1947 — Ігор Дудинський, літератор.
- 1947 — Ел Гудман, американський рок-вокаліст.
- 1948 — Тійс Ван Лєєр, член голландської групи Focus (орган, флейта, вокал).
- 1948 — Альберт Ґор, американський політичний діяч, віце-президент США в адміністрації президента Клінтона (1993—2000 рр.).
- 1950 — Андраш Адор'ян, угорський шахіст.
- 1954 — Лайма Вайкуле, латвійська естрадна співачка, акторка.
- 1955 — Ангус Янг, шотландський рок-музикант, гітарист австралійського гурту AC/DC.
- 1957 — Ірина Карпінос, бардеса, авторка пісень, журналістка.
- 1962 — Оллі Рен, фінський політик.
- 1964 — Ізабелла Феррарі, італійська акторка.
- 1964 — Олександр Турчинов, український політик і державний діяч, секретар РНБО.
- 1965 — Вільям Макнамара, американський актор.
- 1966 — Роджер Блек, англійський легкоатлет і учасник Олімпійських ігор.
- 1971 — Юен МакГрегор, шотландський кіноактор.
- 1972 — Алехандро Аменабар, іспанський кінорежисер.
- 1975 — Беттіна Циммерманн, німецька модель і акторка.
- 2001 — Катерина Поліщук (Пташка), українська поетка, акторка, парамедикиня-доброволиця Національної гвардії України, учасниця оборони Маріуполя та «Азовсталі».

## Померли
Див. також Категорія:Померли 31 березня
- 1631 — Джон Донн, англійський поет.
- 1727 — Ісаак Ньютон, англійський фізик, математик, астроном, філософ, теолог.
- 1802 — Йосиф Богдан Залеський, польський поет українсько-молдовського походження, родом з Київщини. Засновник «української школи» в польській літературі.
- 1837 — Джон Констебл, англійський художник.
- 1841 — Джордж Грін, англійський математик-самоучка і фізик, що першим ознайомив британських математиків з успіхами в математичному аналізі, досягнутими їхніми «континентальними» колегами, автор фундаментальних робіт з математичної фізики, творець ряду математичних «інструментів», без яких абсолютно немислима сучасна теоретична фізика, засновник кембриджської школи математичної фізики.
- 1855 — Шарлотта Бронте, англійська письменниця й поетеса.
- 1877 — Антуан Оґюст Курно, французький математик, економіст і філософ, попередник математичної школи.
- 1880 — Генрик Венявський, польський скрипаль і композитор, автор полонезів і мазурок.
- 1888 — Жан Марі Гюйо, французький філософ, етик, поет.
- 1894 — Павло Яблочков, російський електротехнік, винахідник і підприємець.
- 1907 — Петро Голубовський, український історик Київської історичної школи Володимира Антоновича.
- 1913 — Джон Пірпонт Морган, американський фінансист, промисловець, творець компанії «Дженерал Електрик».
- 1917 — Еміль Адольф фон Берінг, німецький мікробіолог, імунолог, лауреат першої Нобелівської премії з фізіології або медицини.
- 1936 — Іван Селезньов, український художник, викладач Київської Рисувальної школи Миколи Мурашка, з 1901 — Київського художнього училища.
- 1939 — Сергій Єфремов, український громадсько-політичний і державний діяч, літературний критик, історик літератури.
- 1940 — Осип Назарук, український громадський і політичний діяч, письменник, журналіст, публіцист, автор повісті «Роксоляна».
- 1944 — Михайло Поготовко, український льотчик, підполковник Армії УНР, один з ініціаторів створення Українського Визвольного Війська.
- 1945 — Ганс Фішер, німецький хімік, лауреат Нобелівської премії 1930 року «за дослідження по конструюванню геміна і хлорофілу, особливо за синтез геміна (пігменту крові)».
- 1947 — Уляна Кравченко (Юлія Шнайдер), українська письменниця, активістка українського жіночого руху.
- 1952 — Вальтер Шелленберг, начальник політичної розвідки служби безпеки Третього Рейху, бригадефюрер СС.
- 1957 — Джин Локгарт, американський актор.
- 1993 — Брендон Лі, американський актор, майстер східного єдиноборства.
- 1995 — Селена Кінтанілья-Перес, американська співачка мексиканського походження, що виступала в стилі «техано» — сплаву іспанських мелодій і польки.
- 1999 — Юрій Кнорозов, український радянський історик та етнограф, лінгвіст і епіграфіст; засновник радянської школи маяністики. Відомий дешифровкою писемності мая, впровадженням математичних методів дослідження недешифрованих писемностей.
- 2001 — Кліффорд Шалл, американський фізик, лауреат Нобелівської премії 1994 року за створення методу нейтронної дифракції.
- 2003 — Едуардо Уркуло, іспанський художник і скульптор.
- 2008 — Жуль Дассен, французький кінорежисер, актор, класик жанру нуар, лауреат премії Канського кінофестивалю за найкращу режисуру.
- 2009 — Рауль Альфонсин, президент Аргентини з 1983 по 1989 рр.
- 2016 — Заха Хадід, британська архітекторка іракського походження.